# Massaker von Dąbrówka Nowa
Das Massaker von Dąbrówka Nowa fand am 22. Januar 1945 im Dorf Dąbrówka Nowa (Neuheim) im Polen statt, als Einheiten der Roten Armee bei ihrem Vormarsch von Nakło nach Bydgoszcz über 100 unbewaffnete Soldaten der 15. Waffen SS-Grenadier-Division „Lettland“ töteten.

## Verlauf
Am 22. Januar 1945 marschierten Soldaten des 5. Bataillons des Bau-Regiments 1 der 15. Waffen SS-Grenadier-Division „Lettland“ nach einer Rast in Dąbrówka Nowa in Richtung Sępólno Krajeńskie. Ihnen kam eine Kolonne entgegen, die die Letten fälschlicherweise für eine Wehrmachtseinheit hielt. Die Rotarmisten eröffneten sofort das Feuer. Diejenigen, die sich ergeben wollten, wurden an Ort und Stelle hingerichtet. Etwa 60 lettische Soldaten konnten zurück nach Dąbrówka Nowa fliehen, wo sie sich im Schulgebäude verschanzten. Das Gebäude wurde von drei Panzern des 9. Garde-Panzer-Korps umstellt und zerstört. Die Leichen der lettischen Soldaten lagen noch über eine Woche lang im Schnee, erst nach Bitten der Dorfbewohner wurden sie an einem Zaun vor dem Ortsfriedhof begraben. Im Juli 2010 wurden ihre Leichen exhumiert und auf die deutsche Kriegsgräberstätte Neumark in Stare Czarnowo umgebettet.